# Guarantã
Guarantã – miasto i gmina w Brazylii, w stanie São Paulo. Znajduje się w mezoregionie Bauru i mikroregionie Bauru.